# Coleophora cerinaula
Coleophora cerinaula é uma espécie de mariposa do gênero Coleophora pertencente à família Coleophoridae.